# Patrick Boucheron

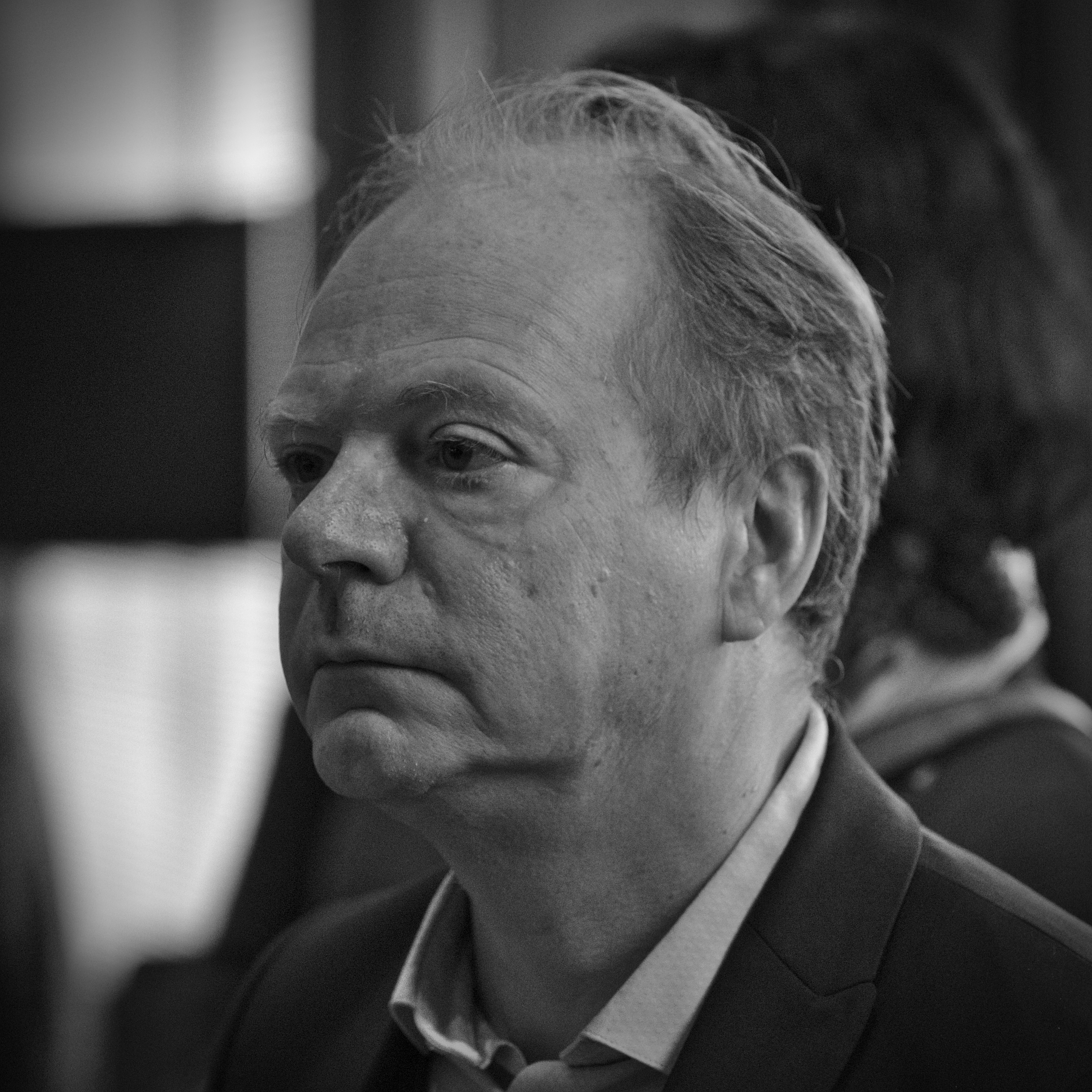
Patrick Boucheron (2016)

Patrick Boucheron (* 28. Oktober 1965 in Paris) ist ein französischer Mittelalterhistoriker und Professor am Collège de France. Sein Buch Histoire mondiale de la France (Global History of France) war ein Weltbestseller. Auch im französischen Fernsehen (ARTE) trat er mit der Sendung Quand l’histoire fait dates von 2017 bis 2025 auf.

## Leben und Werk
Patrick Boucheron besuchte das Lycée Marcelin Berthelot in Saint-Maur-des-Fossés und absolvierte die geisteswissenschaftlichen Vorbereitungsklassen am elitären Lycée Henri IV in Paris. Ab 1985 studierte er an der École normale supérieure de lettres et sciences humaines (ENS) in Saint-Cloud, schloss 1987 mit einer Maîtrise in neuester Geschichte ab und bestand 1988 die Agrégation (Lehrbefugnis für höhere Schulen) im Fach Geschichte als Jahrgangserster. Ein Aufbaustudium in mittelalterlicher Geschichte an der Université Paris 1 Panthéon-Sorbonne schloss er 1989 mit dem Diplôme d’études approfondies (DEA) ab. Ebenfalls an der Université Paris 1 promovierte er 1994 bei Pierre Toubert mit der Arbeit Le pouvoir de bâtir : urbanisme et politique édilitaire à Milan (XIVe–XVe siècles), die mit der Bestnote (Mention très honorable avec félicitations à l’unanimité du jury) bewertet wurde. 
Danach lehrte er von 1994 bis 1999 als Maître de conférences (Dozent) für Geschichte des Mittelalters an der ENS Fontenay-Saint-Cloud, anschließend ging wieder an die Universität Paris 1, wo er von 1999 bis 2012 als Maître de conférences lehrte. Nach Erlangung der Habilitation à diriger des recherches (HDR) im Jahr 2009 wurde er 2012 zum ordentlichen Professor für Geschichte des Mittelalters an der Université Paris 1 ernannt. Seit 2015 lehrt er am Collège de Paris auf dem Lehrstuhl Histoire des pouvoirs en Europe occidentale, XIIIe – XVIe siècles („Geschichte der Machtformen in Westeuropa vom 13. bis 16. Jahrhundert“).
Seine Themen sind vor allem die italienischen Städte im Mittelalter und ihre sozialen und politischen Verhältnisse. Daneben befasst er sich der Theorie der Geschichtsschreibung und favorisiert eine antipositivistische Literatur, die auch immer wieder die historische Phantasie (flight of fancy) einbezieht.
In einem Sonderheft der Zeitschrift Annales 2001 wurde die histoire connectée von Serge Gruzinski und Sanjay Subrahmanyam bekanntgemacht und in der Folge von Boucheron unterstützt. Gegen die erd- und epochenumspannende big history, wie Jo Guldi und David Armitage sie heute vertreten, setzten sie konkrete, genau rekonstruierte Kontaktsituationen zwischen Vertretern verschiedener Stände, Kulturen und Religionen, also Globalisierung als Verquickung von Mikroereignissen.
Französische Intellektuelle wie Alain Finkielkraut wollten um 2009 die angefangene Diskussion um die französische Kolonialgeschichte als antirepublikanische Modeerscheinung aus der Schule fernhalten, Sylvain Gouguenheim (Aristote au mont Saint-Michel, 2008) wollte den Arabern keine wichtige Rolle bei der Übermittlung des antiken Wissens einräumen. Boucheron hält das für falsch. Im Interviewband L’Entretemps (2012) schlug Boucheron ein Programm vor, um den „allzu gepflegten Garten der Herkunft zu verwüsten und die Wurzeln der Identität herauszureißen“.
In der 2009 erschienenen L’Histoire du monde au XVe siècle setzte er große Ereignisse der französischen Geschichte gleichberechtigt neben recht unbekannte in anderen Regionen, so den Übertritt von Prinz Parameswara zum Islam im Jahr 1414, der auch als Gründer des Sultanats von Malakka gilt, oder die Plünderung der Hauptstadt des Khmer-Königreichs Angkor durch Armeen des Königs von Ayutthaya (1431). Die Idee dahinter ist, den französischen Eurozentrismus zu überwinden. Ein Liebling Boucherons ist der Grenzgänger Hasan al-Wazzān (1490–1550), bekannt als Leo Africanus.
2017 gab Boucheron die Histoire mondiale de la France (Global History of France) heraus, zu der 122 Historiker beitrugen. Aus internationaler Perspektive wird die Geschichte Frankreichs von 34.000 v. Chr. bis 2015 n. Chr. dargestellt. Es wurde ein Bestseller, den eher linke Medien gut besprachen, konservative Autoren schlechter. Boucheron griff in die Diskussion um die französische Kolonialgeschichte zugunsten des damaligen Kandidaten Emmanuel Macron ein, der eine breitere Aufarbeitung unterstützte. Stéphane Gerson (New York University) führt in die englischsprachige Ausgabe 2019 ein. In Deutschland erschien 2020 ein Werk gleicher Machart von Andreas Fahrmeir.

## Auszeichnungen
- Offizier des Ordre des Arts et des Lettres

## Filmografie
- seit 2017: Zahlen schreiben Geschichte
- seit 2021: Geschichte schreiben

## Schriften
- Les Villes d’Italie. (vers 1150 – vers 1340). Paris, Belin 2004, ISBN 2-7011-3975-9.
- Léonard et Machiavel. Verdier, Lagrasse (Aude) 2008, ISBN 2-86432-547-0.
  - Leonardo und Machiavelli. Geschichte einer unbekannten Begegnung. Aus dem Französischen von Sarah Heurtier und Sebastian Wilde. Wolff, Berlin 2019, ISBN 978-3-941461-37-6.
- als Herausgeber: L’Histoire du monde au XVe siècle. Fayard, Paris 2009, ISBN 978-2-213-63549-1.
- Faire profession d’historien. Publications de la Sorbonne, Paris 2010, ISBN 978-2-85944-655-0.
- L’Entretemps. Conversations sur l’histoire. Verdier, Lagrasse (Aude) 2012, ISBN 978-2-86432-672-4.
- Conjurer la peur. Sienne, 1338. Essai sur la force politique des images. Éditions du Seuil, Paris 2013, ISBN 978-2-02-113499-5.
  - Gebannte Angst. Siena 1338. Essay über die politische Macht der Bilder. Aus dem Französischen von Sarah Heurtier und Sebastian Wilde. Wolff, Schmalkalden 2017, ISBN 978-3-941461-33-8.
- De l’éloquence architecturale. Milan, Mantoue, Urbino. (1450–1520). Éditions B2, Paris 2014, ISBN 978-2-36509-037-7.
- Ce que peut l’histoire (= Leçons inaugurales du Collège de France. 259). Collège de France u. a., Paris 2016, ISBN 978-2-213-70126-4 (Inauguralvorlesung am Collège de France, 17. Dezember 2015).
- Comment se révolter? Bayard, Montrouge 2016, ISBN 978-2-227-48924-0.
- Un été avec Machiavel. Paris, Éditions des Équateurs, Sainte-Marguerite-sur-Mer 2017, ISBN 978-2-84990-504-3.
- La Trace et l’Aura. Vies posthumes d’Ambroise de Milan. (IVe–XVIe siècle). Éditions du Seuil, Paris 2019, ISBN 978-2-02-131071-9.
- als Herausgeber: Histoire mondiale de la France. Éditions du Seuil, Paris 2017, ISBN 978-2-02-133629-0.
  - France in the World. A New Global History. Other Press, New York NY 2019, ISBN 978-1-59051-941-7.[8]
- mit Mathieu Riboulet: Nous sommes ici, nous rêvons d’ailleurs. Une conversation sur l'histoire. Verdier, Lagrasse (Aude) 2022, ISBN 978-2-37856-145-1.

## Einzelbelege
1. ↑  Biographie. Abgerufen am 15. Mai 2022 (französisch).
2. ↑  Patrick Boucheron. Abgerufen am 15. Mai 2022.
3. ↑  Annales. Histoire, Sciences Sociales 2001/1 (56e année). In: Cairn.info. ISSN 0395-2649 (cairn.info [abgerufen am 21. Mai 2022]).
4. ↑  Caroline Douki, Philippe Minard: Histoire globale, histoires connectées: un changement d'échelle historiographique? In: Revue d’histoire moderne & contemporaine. Nr. 54–4bis = Nr. 5, 2007, ISSN 0048-8003, S. 7–21, doi:10.3917/rhmc.545.0007.
5. 1 2  Danilo Scholz: Der Neue am Collège de France: Über den Historiker Patrick Boucheron – Merkur. Abgerufen am 15. Mai 2022.
6. ↑  "Histoire mondiale de la France": le livre qui exaspère Finkielkraut, Zemmour et Cie. 1. Februar 2017, abgerufen am 15. Mai 2022 (französisch).
7. ↑  Andreas Fahrmeir (Hrsg.): Deutschland. Globalgeschichte einer Nation. Beck, München, ISBN 978-3-406-75619-1.
8. ↑  Christian Jacobs: France in the World. Hrsg.: P. Boucheron u. a. 2019 (hsozkult.de [abgerufen am 15. Mai 2022]).

| Personendaten    | Personendaten                       |
| ---------------- | ----------------------------------- |
| NAME             | Boucheron, Patrick                  |
| KURZBESCHREIBUNG | französischer Mittelalterhistoriker |
| GEBURTSDATUM     | 28. Oktober 1965                    |
| GEBURTSORT       | Paris                               |